# Francesco da Montereale

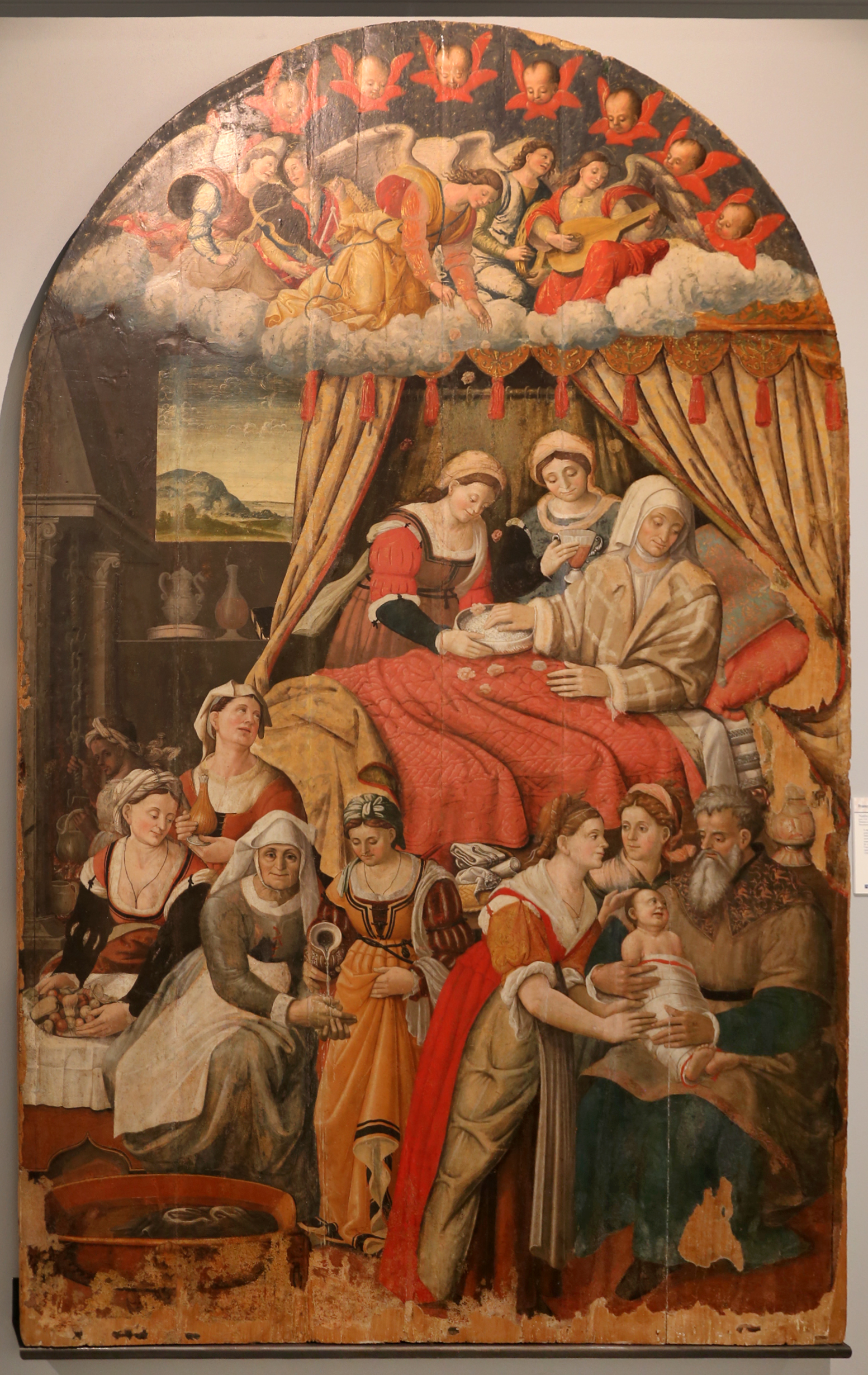
Natività della Vergine, Museo nazionale d'Abruzzo

Francesco di Paolo, meglio noto come Francesco da Montereale (Montereale, 1466 o 1475 – L'Aquila, 1541), è stato un pittore italiano, attivo in Abruzzo nel XVI secolo. Figlio dello scultore Paolo, realizzò un gran numero di dipinti all'Aquila compresa la Pala di Sant'Eusanio (1516) conservata nel Museo Nazionale d'Abruzzo e considerata il suo capolavoro. Fu, dopo Saturnino Gatti, il pittore aquilano più apprezzato del suo tempo e la sua arte ispirò numerosi altri artisti.

## Biografia
Le notizie sulla sua vita sono alquanto scarse. In particolare, se l'anno della morte (1541) è ormai certo, rimangono dubbi sull'anno di nascita, tradizionalmente riferito al 1466. Questa data viene ricavata da un'iscrizione del 1541 in cui si ricorda la morte di un pittore di nome Paolo all'età di 75 anni; la targa era collocata nella chiesa di San Francesco in Piazza del Palazzo, distrutta nel 1876 per la realizzazione del Palazzo del Convitto, pertanto l'impossibilità di avere un confronto diretto con l'iscrizione e la presenza del solo nome di battesimo non consentono di avere certezze sulla data in oggetto. Secondo altri storici, l'anno di nascita sarebbe invece il 1475.

### L'apprendistato tra Abruzzo, Umbria e Lazio
Francesco nacque con ogni probabilità a Montereale da Paolo, scultore molto apprezzato che aveva bottega all'Aquila — dove eseguiva la maggior parte dei suoi lavori — e che per questo era anche detto "Paolo Aquilano". L'apprendistato di Francesco dovette svolgersi all'inizio nella bottega del padre dopodiché quest'ultimo, notando la particolare predisposizione del figlio alla pittura, lo mandò prima a bottega da Saturnino Gatti e poi dal Perugino a Perugia, in Umbria. Sul finire del secolo, Francesco si recò infine a Roma dove prestò particolare attenzione al Pinturicchio e ad Antoniazzo Romano. Poi, nel 1498, alla morte del padre, fece ritorno in Abruzzo. 

### Le prime opere (1490-1508)
Dopo alcuni lavori eseguiti nel suo primo periodo da apprendista nella bottega del padre, e di cui non è rimasta traccia, Francesco eseguì tra la fine del XV e l'inizio del XVI secolo alcuni lavori autonomi, tuttavia privi della bellezza e della grazia che caratterizzerà la sua attività artistica soprattutto dal 1508 in poi.

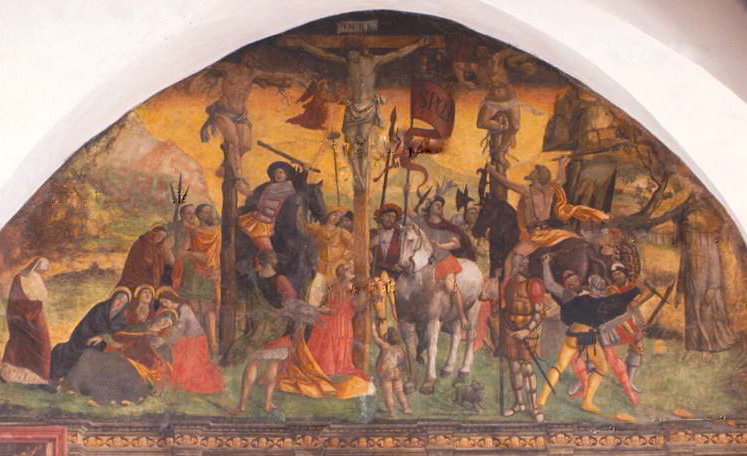
La Crocifissione, coro delle monache della chiesa della Beata Antonia, L'Aquila

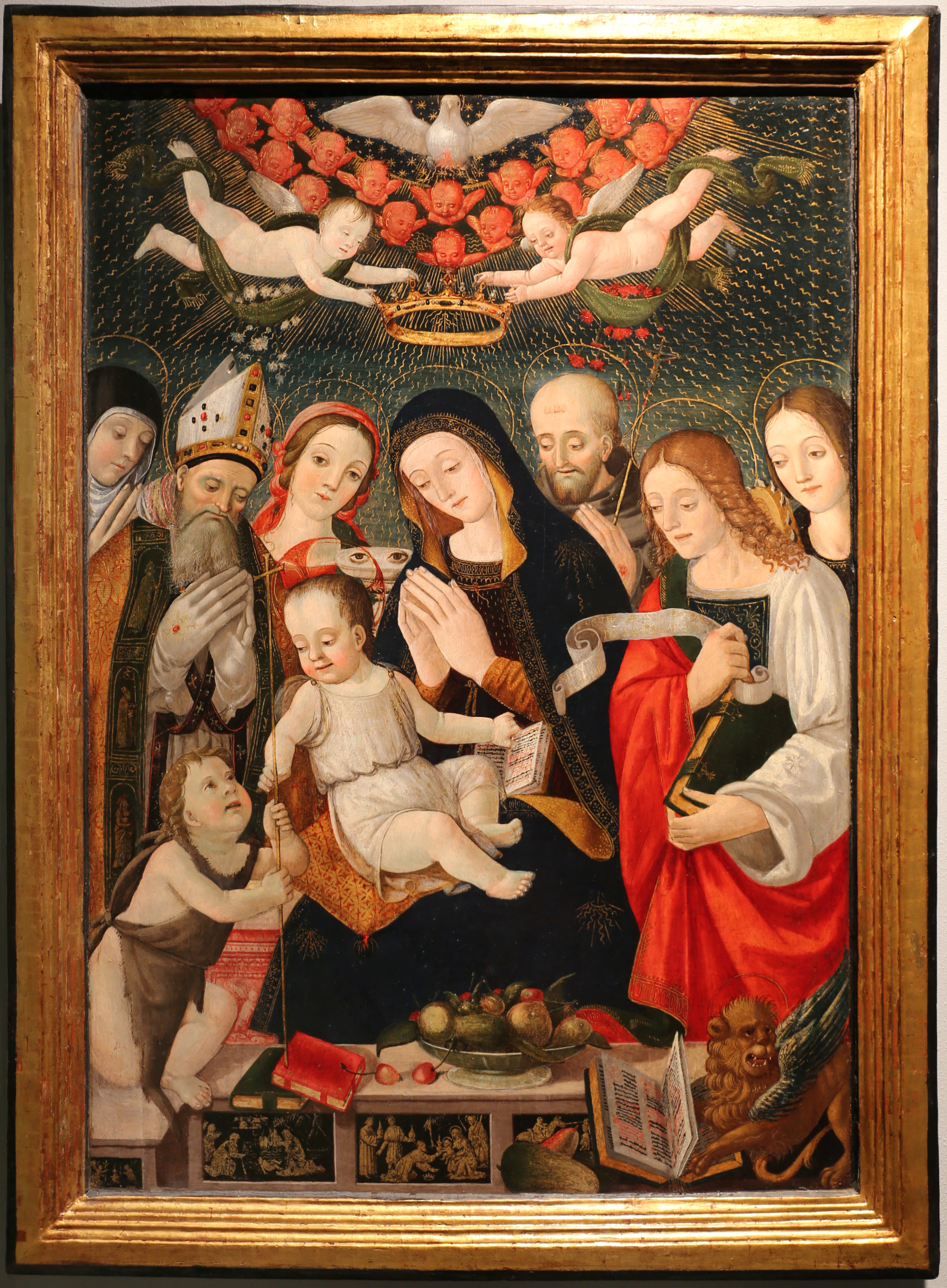
Madonna col Bambino tra Santi, 1505, Museo Nazionale d'Abruzzo, L'Aquila

Tra questi si cita la Madonna con Bambino, Angeli e Santi, oggi conservata nel Museo Nazionale d'Abruzzo all'Aquila, ed un affresco comprendente una Crocifissione con al di sotto un polittico murale rappresentante il Cristo con i Francescani, collocato alle spalle dell'altare maggiore della chiesa della Beata Antonia, sempre all'Aquila; quest'ultimo si caratterizza per la presenza di molti accenti umbri, mentre il primo risulta più interessante soprattutto per lo stile dei santi e degli angeli, di stile pinturicchiesco, per la natura morta presente e per le decorazioni del trono della Madonna, che ricorda le opere di Carlo Crivelli. Entrambe le opere sono datate tra il 1490 ed il 1500.
Nel 1502 (come da iscrizione) dipinge l'affresco con la Pietà collocato nella chiesa di Santa Maria Assunta ad Assergi mentre l'affresco con la Madonna, il Bambino e i Santi Giacomo e Benedetto, che orna la lunetta del portale dell'aquilana Santa Maria del Soccorso, viene datato al 1504, anno in cui si completa la facciata dell'edificio.

### Le prime commissioni di prestigio (1508-1512)
Gli anni successivi saranno segnati da alcune commissioni provenienti da ricchi signori e da alcuni religiosi di cenobi importanti. Nel 1508 esegue le sue due prime opere firmate per la basilica di Santa Maria di Collemaggio e per la chiesa di San Lorenzo, ma queste sono andate perdute. Perciò, la prima opera documentata e firmata giunta fino a noi è il Trittico con Madonna tra i santi Sebastiano e Rocco eseguito nel 1509 per la chiesa di San Silvestro e successivamente trasferito dapprima nel Museo Civico quindi nel Museo Nazionale d'Abruzzo. In questa tavola iniziano a vedersi i primi influssi di Cola dell'Amatrice, che però si faranno sentire di più verso la fine della sua attività.
Sarà dopo la realizzazione delle due tavole per il convento di Sant'Angelo di Ocre — commissionate molto probabilmente nel 1510 e consegnate entro il 1515 ed in cui appare preponderante l'influenza di Pietro Perugino — che Francesco viene consacrato come il degno successore di Saturnino Gatti (che nel frattempo, malato, aveva abbandonato la pittura e morirà di lì a poco) sulla scena artistica aquilana. I due dipinti raffigurano un Santo francescano, forse identificabile con il Beato Bernardino da Fossa, e Sant'Elisabetta d'Ungheria. Le due tavole, nel corso del XIX secolo, furono separate e anche modificate nei contorni ed infatti le due tavole risultano oggi avere alcune differenze di dimensione con la prima conservata nel Museo d'Arte "Costantino Barbella" di Chieti e la seconda collocata al Museo nazionale d'Abruzzo.
In questo periodo, Francesco iniziò a ricevere commissioni anche da località limitrofe, mentre all'Aquila — oltre alle già citate Beata Antonia, Santa Maria del Soccorso e Santa Maria di Collemaggio — lavorerà nella basilica di San Bernardino (1511) e nelle chiese di San Quinzano (1512), San Marciano, Santa Maria degli Angeli e San Basilio (1510-1520).

### La maturità artistica e la fama (1512-1531)
Nel 1510 il pittore apre una bottega all'Aquila, dove si formeranno alcuni pittori molto attivi nell'aquilano nella metà del secolo.
In questo periodo lo stile di Perugino viene quasi dimenticato mentre si avvicina di più all'arte di Antoniazzo Romano e ritorna a rinfoltire i modi di Pinturicchio di cui flebili accenni già si sentivano nelle primissime opere; molto probabilmente dovrà essere venuto a contatti con quei pittori operanti tra Rieti e Viterbo (come Antonio del Massaro). A questo periodo risalgono molte nuove commissioni per le chiese aquilane e dei paesi vicini, come Fossa e Ocre. Nonostante la presenza in città, dal 1520, della Visitazione di Raffaello, Francesco resterà sempre legato alla sua particolare maniera che continuerà a riscuotere numerose consensi fino alla morte. Ad esempio, infatti, nel testamento del 1528 di Tancredi Scala di Sulmona riceve l'incarico di decorare la cappella di famiglia in San Bernardino.
Le commissioni religiose vengono soprattutto dall'ordine dei Francescani, ma i suoi capolavori assoluti (ora nel Museo Nazionale d'Abruzzo) vengono dalle chiese di Sant'Eusanio (Pala di Sant'Eusanio, 1516) e Santa Maria della Misericordia (Natività della Vergine, 1531). Sarà proprio quest'ultima opera, di notevoli dimensioni e che segna la fine del periodo di massima attività del pittore, a ricevere numerose elogi e a diventare un modello per vari artisti locali.

### L'ultimo periodo (1531-1541)
Come già detto, Francesco riceverà ancora numerose commissioni negli ultimi anni di vita, ma forse lo stesso pittore si accorge che ormai all'Aquila la maniera raffaellesca è imperante. Se inizialmente infatti era stato bistratto, ora lo stile monumentale e delicato allo stesso tempo del pittore urbinate avrà maggiore successo grazie all'attività di pittori locali usciti (o, comunque, venuti a contatto) dalla bottega di Raffaello Sanzio, come Pompeo Cesura e Cola dell'Amatrice.

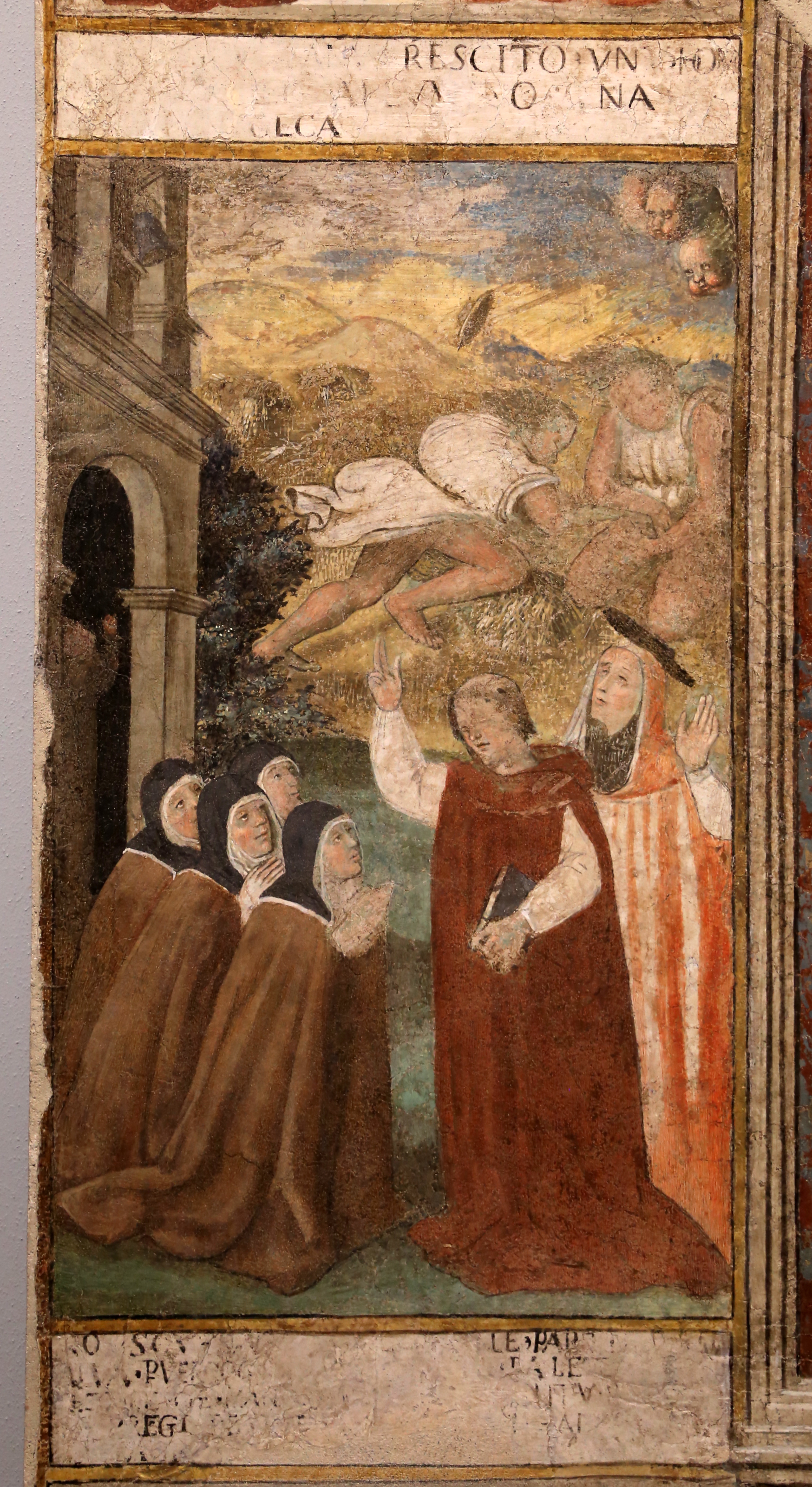
Particolare del ciclo delle Storie di Sant'Eusanio dall'ex chiesa di San Francesco a Palazzo, L'Aquila (MUNDA)

Francesco, arricchitosi grazie alle precedenti commissioni (al 1538 risale l'acquisto di un terreno a Preturo), tentando di essere aggiornato, si avvicina alle movenze di Cola, ma così facendo le sue figure si fanno piatte e finiscono per essere collocate in uno spazio non definito che rende la scena rappresentata immersa in un alone di irrealtà e immaterialità. In questo periodo eseguì alcune opere anche per zone fuori dall'Aquilano, come Tagliacozzo e Carapelle Calvisio.
Nel 1540 si iscrive alla Corporazione romana dei pittori e miniatori; l'ultima opera, del 1541, è una Resurrezione per la chiesa di San Pietro a Coppito. Una Resurrezione che però forse non contentò del tutto i committenti, visto che intorno al 1570, circa 30 anni dopo, si decise di sostituirla con un quadro di Giovan Paolo Cardone.
La morte lo coglie nel 1541: in suo onore si celebrano solenni funerali e viene sepolto nella chiesa di san Francesco, oggi distrutta. Lasciò due figli: Maria, andata in sposa al notaio Tommaso di Martino, e Pier Francesco, che proseguì l'attività paterna.

## Opere

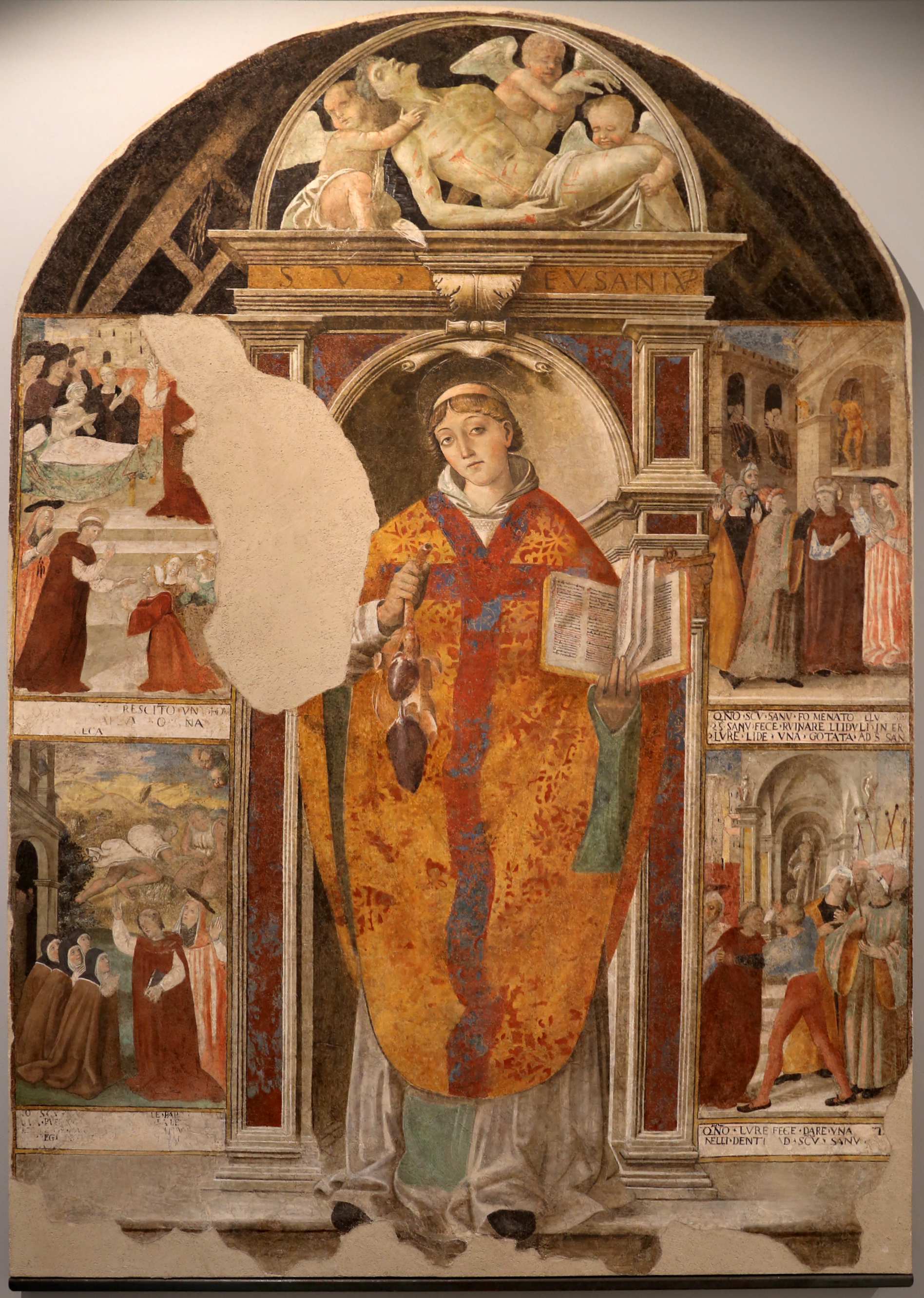
Pala d'altare delle Storie di Sant'Eusanio dall'ex chiesa di San Francesco a Palazzo, L'Aquila (1490-1500), MUNDA, L'Aquila

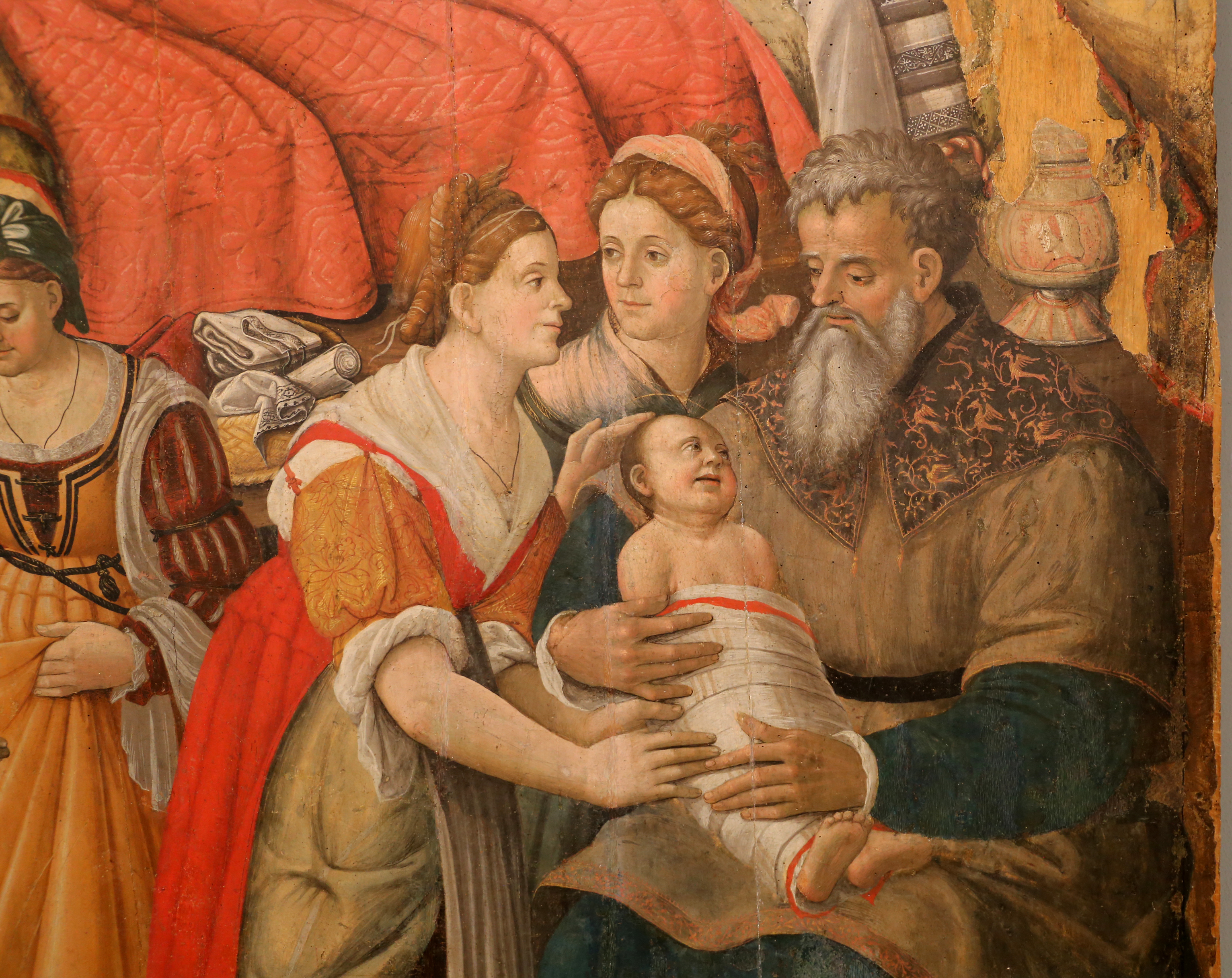
Particolare della Natività di Maria (1531 ca.), dalla chiesa di San Domenico, MUNDA, L'Aquila

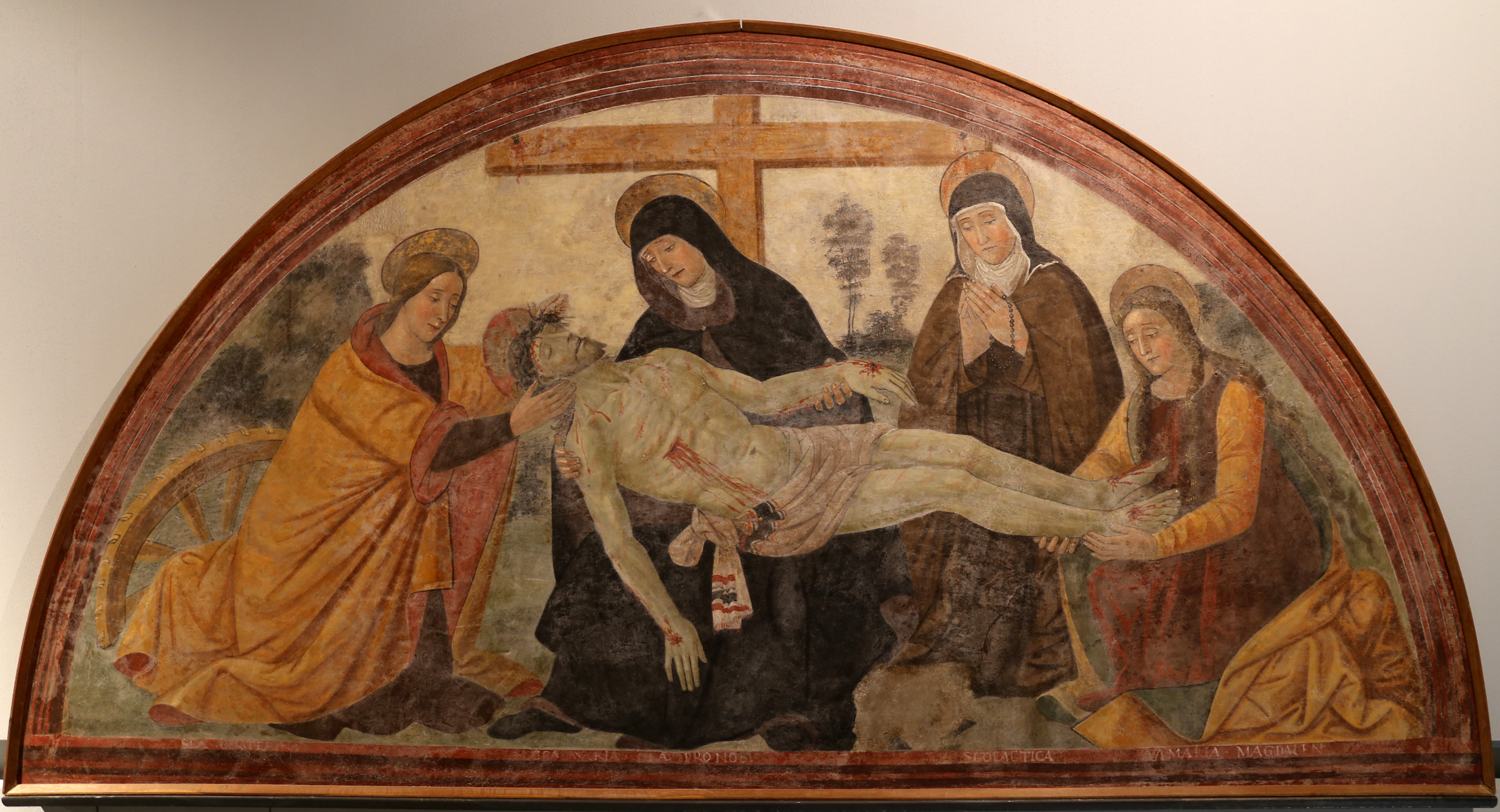
Pietà, dalla chiesa monastero di San Basilio, ora nel MUNDA, L'Aquila (1540 ca.)

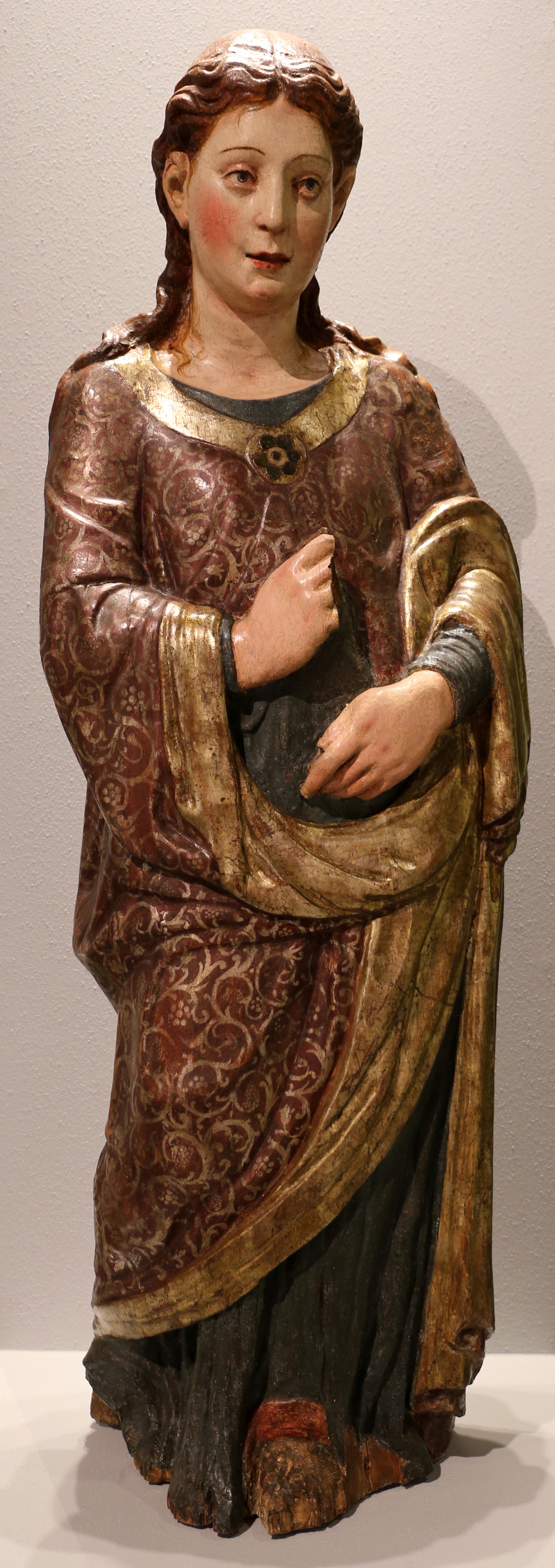
Statua di Santa Giiuta martire, dalla chiesa di Santa Giusta, L'Aquila, MUNDA

- Crocifissione, Via Crucis, Teoria di Santi Francescani, affreschi, 1490 circa, L'Aquila, chiesa della Beata Antonia.
- Madonna con Bimbo, santi e Angeli, tempera su tavola, 1490-1500, L'Aquila, Museo nazionale d'Abruzzo
- Pietà, affresco, 1502, Assergi, chiesa di Santa Maria Assunta.
- Madonna con Bambino tra i santi Giacomo e Benedetto, affresco, 1504-1505, L'Aquila, chiesa di Santa Maria del Soccorso.
- Madonna con Bambino, san Giovannino e un angelo, tempera su tavola, 1505 circa, Baltimora, Walters Art Gallery.
- Madonna con Bambino e i santi Sebastiano e Rocco, trittico, tempera su tavola, 1509, L'Aquila, Museo Nazionale d'Abruzzo.
- Battesimo di Costantino,affresco, 1509, L'Aquila, chiesa di San Silvestro.
- Pietà,affresco, 1510 circa, L'Aquila, chiesa di San Silvestro.
- Santo, affresco, 1510 circa, L'Aquila, chiesa di San Silvestro.
- Storie di San Pietro, affreschi (frammenti), 1510 circa, L'Aquila, chiesa di San Pietro di Coppito.
- Annunciazione, affresco, 1510 circa, L'Aquila, chiesa di San Pietro di Coppito.
- L'Eterno con i quattro Evangelisti, affresco, 1510 circa, L'Aquila, chiesa di San Pietro di Coppito.
- Pietà, affresco, 1510 circa, L'Aquila, chiesa di San Pietro di Coppito.
- Sant'Elisabetta d'Ungheria, 1510-1515, L'Aquila, Museo Nazionale d'Abruzzo.
- Santo Francescano (Beato Bernardino da Fossa?), 1510-1515, Chieti, Museo d'arte Costantino Barbella.
- Storie di San Francesco, affreschi, 1511, L'Aquila, Basilica di San Bernardino, cappella Carli.
- Assunzione di Maria, affresco, 1512, L'Aquila, Museo Nazionale d'Abruzzo.
- Storie di Santo Stefano, affreschi (frammenti), 1515 circa, Pizzoli, chiesa di Santo Stefano.
- Pietà affresco trasportato su tela, 1510-1520, L'Aquila, Museo Nazionale d'Abruzzo.
- Gesù appare al Beato Bernardino da Fossa, tempera su tavola, 1515, L'Aquila, Museo nazionale d'Abruzzo.
- Resurrezione di Cristo e santa francescana, tempera su tavola, 1515, L'Aquila, Museo nazionale d'Abruzzo.
- I santi Giovanni evangelista, Pietro e Bernardino, affresco, 1515 circa, L'Aquila, chiesa di San Basilio.
- Natività, tempera su tela, 1515 - 1520, Baltimora, Walters Art Gallery.
- Sant'Eusanio e storie della sua vita (Pala di Sant'Eusanio), 1516, L'Aquila, Museo Nazionale d'Abruzzo.
- I santi Marciano e Nicandro e storie della loro vita, affreschi, 1520 circa, L'Aquila, chiesa di San Marciano.
- Madonna con Bambino e due angeli, affresco, 1520 circa, L'Aquila, chiesa di Santa Maria degli Angeli.
- Crocifissione, tempera su tela, 1519-1520, L'Aquila, Museo Nazionale d'Abruzzo.
- Crocifissione, affresco (frammento), 1520 - 1525, L'Aquila, Museo Nazionale d'Abruzzo.
- Adorazione dei Pastori, affresco, 1520 circa, Tornimparte, chiesa di San Panfilo di Villagrande.
- Pietà, affresco, 1520 circa, Tornimparte, chiesa di San Panfilo di Villagrande.
- Santa Lucia, affresco, 1520 circa, Tornimparte, chiesa di San Panfilo di Villagrande.
- Santa Cecilia, affresco, 1520 circa, Tornimparte, chiesa di San Panfilo di Villagrande.
- Crocifissione, affresco (frammento), 1520 circa, Tornimparte, chiesa di San Panfilo di Villagrande.
- Adorazione dei Magi, affresco, 1520 - 1530, L'Aquila, chiesa di Santa Chiara d'Acquili.
- Natività, affresco, 1520 - 1530, L'Aquila, chiesa di San Basilio.
- Matrimonio mistico di Santa Caterina d'Alessandria, affresco, 1520-25, Fossa, chiesa di Santa Maria Assunta.
- Deposizione dalla Croce, tempera su tavola, 1520 - 1530, L'Aquila, chiesa di Santa Maria di Roio.
- Madonna di Loreto, tempera su tavola, 1524, Le Havre, Musée Malraux.
- Nascita della Vergine, 1531, L'Aquila, Museo Nazionale d'Abruzzo.
- Storie di San Pietro, affreschi, 1530 circa, Carapelle Calvisio, chiesa di San Francesco.
- San Giovanni Battista, tempera su tavola, 1530 circa, Carapelle Calvisio, chiesa di San Francesco.
- Adorazione dei Magi, affresco, 1530 circa, Carapelle Calvisio, chiesa di San Francesco.
- Storie di San Giovanni Battista, affreschi, 1530 circa, L'Aquila, chiesa di San Basilio, Sala Capitolare.
- Stigmatizzazione di San Francesco, affresco, 1530 circa, L'Aquila, chiesa di San Basilio, Sala Capitolare.
- Madonna e Santi, affresco, 1530 circa, Tagliacozzo, chiesa di San Francesco.
- Andata al Calvario, 1530- 1540, Firenze, Collezione Volterra.
- Sacra Famiglia, tempera su tavola, 1530 - 1540, collezione privata.